# Cadillac Serie 80
La Serie 80 e la Serie 85 sono stati due autovetture di lusso prodotte complessivamente dalla Cadillac dal 1936 al 1937. La Serie 80 è stata assemblata solo nel 1936.

## Storia
La Serie 80 e la Serie 85 erano le versioni ingrandite, rispettivamente, della Serie 70 e della Serie 75. Questi ultimi due modelli avevano infatti montato un motore V8, mentre la 80 e la 85 avevano installato un propulsore V12. Le quattro vetture erano però molto simili.
La 80 era disponibile in versione coupé due posti, cabriolet due posti e berlina cinque posti, mentre la 85 era offerta solo con carrozzeria berlina nove posti. I due modelli erano dotati di un motore V12 da 6 L di cilindrata e 150 CV di potenza.
Complessivamente, di 80 e 85 ne furono prodotti 1.379 esemplari.
| Dati Cadillac Serie 80/85 (1936/37) |                  |              |                       |               |           |
| Anno                                | Cilindrata (cm³) | Potenza (PS) | Passo (mm)            | Prezzo (US-$) | Esemplari |
| 1936                                | 6.032            | 150          | 3.327 (80) 3.505 (85) | 3.145–5.145   | 901       |
| 1937                                | 6.032            | 150          | 3.505                 | 2.445–2.795   | 478       |